# تونیکا ریسرت (میسیسیپی)
تونیکا ریسرت (به انگلیسی: Tunica Resorts) مکانی در ایالت میسیسیپی کشور ایالات متحده آمریکا است که جمعیت آن در سرشماری سال ۲۰۱۰ میلادی، ۱٬۹۱۰
نفر بوده‌است.